# Каласевське сільське поселення
Кала́севське сільське поселення (рос. Каласевское сельское поселение) — муніципальне утворення у складі Ардатовського району Мордовії, Росія. Адміністративний центр — село Каласево.

## Історія
Станом на 2002 рік існували Каласевська сільська рада (село Каласево, присілок Канаклейка), Луньгинська сільська рада (село Луньга) та Манадиська 2-а сільська рада (село Манадиші 2-і, присілок Суродеєвка).
19 червня 2013 року було ліквідовано Луньгинське сільське поселення (село Луньга), його територія увійшла до складу Манадиського 2-го сільського поселення.
19 травня 2020 року було ліквідовано Манадиське-2 сільське поселення (села Луньга, Манадиші 2-і, присілок Суродеєвка), його територія увійшла до складу Каласевського сільського поселення.

## Населення
Населення — 857 осіб (2019, 1261 у 2010, 1594 у 2002).

## Склад
До складу поселення входять такі населені пункти:
| Населений пункт      | Населення, осіб (2002) | Населення, осіб (2010) |
| -------------------- | ---------------------- | ---------------------- |
| Каласево, село       | 371                    | 320                    |
| Канаклейка, присілок | 327                    | 217                    |
| Луньга, село         | 376                    | 305                    |
| Манадиші 2-і, село   | 288                    | 251                    |
| Суродеєвка, присілок | 232                    | 168                    |